# 海拉布伦动物园
海拉布伦动物园（Tierpark Hellabrunn），也译作赫拉布鲁恩动物园，是一個佔地36公頃（89英畝）動物園，位在德國巴伐利亞州首府慕尼黑。動物園位於慕尼黑南部，Thalkirchen-Obersendling-Forstenried-Fürstenried-Solln附近，伊薩爾河右岸。由於這裡的地下水相當高，水的質量非常好，動物園可以使用井來開採淡水。

## 連結
- 官方网站
- Tierparkfreunde （页面存档备份，存于）